# Ігрім
Ігрі́м (рос. Игрим) — селище міського типу у складі Березовського району Ханти-Мансійського автономного округу Тюменської області, Росія. Адміністративний центр Ігрімського міського поселення.
Населення — 8775 осіб (2010, 9362 у 2002).